# 格蘭卡
48°34′44″N 28°51′53″E / 48.57889°N 28.86472°E
格蘭卡（烏克蘭語：Дранка），是烏克蘭的村落，位於該國西南部文尼察州，由圖利欽區負責管轄，始建於1800年，面積15.77平方公里，海拔高度280米，2023年人口484，人口密度每平方公里47.7人。